# Sorterup Sogn
Sorterup Sogn er et sogn i Slagelse-Skælskør Provsti (Roskilde Stift).
I 1800-tallet var Ottestrup Sogn anneks til Sorterup Sogn. Begge sogne hørte til Slagelse Herred i Sorø Amt. Sorterup-Ottestrup sognekommune gik med i Vestermose Kommune, der i 1966 blev dannet nordøst for Slagelse. Men den var for lille og blev ved selve kommunalreformen i 1970 indlemmet i Slagelse Kommune.
I Sorterup Sogn ligger Sorterup Kirke.
I sognet findes følgende autoriserede stednavne:
- Dragshuse (bebyggelse)
- Næsby Huse (bebyggelse)
- Næsby Overdrev (bebyggelse)
- Næsbygård (bebyggelse)
- Næsbyskov (bebyggelse, ejerlav)
- Ollerup (bebyggelse, ejerlav)
- Sorterup (bebyggelse, ejerlav)
- Tyvelse (bebyggelse, ejerlav)